# RRDtool
RRDtool — набор утилит для работы с RRD (Round-robin Database, кольцевая база данных). Созданы Тоби Отикером (Tobias Oetiker) для хранения, обработки и визуализации динамических (изменяющихся во времени) последовательностей данных, таких как сетевой трафик, температура, загрузка процессора и так далее. Все данные хранятся в кольцевой базе, размер которой остаётся неизменным.
RRDtool включают в себя возможность графического отображения хранимой информации.
Данный набор утилит распространяется под лицензией GNU GPL.

## Состав пакета
- rrdtool — утилита для работы с кольцевой базой данных
- rrdcached — демон для кеширования данных
- librrd — набор библиотек
- rrdbuild — инструменты для сборки программ
- rrdcgi — инструменты для создания веб-страниц с графиками на основе шаблонов
- rrdcreate — программы для создания новых баз данных
- rrddump — утилита, создающая дамп информации в формате XML
- rrdfetch — утилиты для получения информации из кольцевой базы данных
- rrdfirst — утилита, которая возвращает первый набор данных, так называемый RRA (англ. round robin archive)[3]
- rrdflushcached — сброс кеша для конкретной базы
- rrdgraph — набор утилит для обеспечения графических функций
- rrdgraph_data — функции предварительной подготовки данных для rrdgraph
- rrdgraph_examples — примеры использования rrdgraph
- rrdgraph_graph — CLI (англ. Command Line Interface) интерфейс командной строки для rrdgraph
- rrdgraph_libdbi — выборка информации посредством libdbi для последующей визуализации
- rrdgraph_rpn — инструмент стековой обработки в формате обратной польской записи RPN (англ. Reverse Polish Notation)
- rrdinfo — выводит информацию о конкретной базе данных
- rrdlast — утилита, которая возвращает последний набор данных, так называемый RRA (англ. round robin archive)
- rrdlastupdate — возвращает самую актуальную информацию на текущий момент
- rrdresize — изменяет размер RRA (англ. round robin archive) и создает новый файл типа .rrd
- rrdrestore — восстанавливает данные из ранее созданного дампа в формате XML
- rrdtune — утилита для настройки основных параметров RRD
- rrdupdate — внесение нового набора данных в базу
- rrdxport — экспортирует данные (в XML формат) из одной или нескольких баз

## Программы, использующие RRDtool
| - Ganglia - Nagios - Cacti | - Collectd - Lighttpd - Munin | - ntop - OpenNMS - Zenoss | - NfSen |